# Strumigenys nepalensis
Strumigenys nepalensis (лат.) — вид мелких муравьёв из трибы Attini (ранее в Dacetini, подсемейство Myrmicinae). Название дано по имени места обнаружения типовой серии в Непале.

## Распространение
Вьетнам, Индия, Китай, Непал, Таиланд.

## Описание
Длина коричневого тела около 2 мм. Усики 4-члениковые. Длина головы (HL) от 0,39 до 0,40 мм, ширина головы (HW) от 0,29 до 0,30 мм. От близких видов отличается следующими признаками: верхние углы головы не сильно выделяются;  опушение на голове, мезосоме, петиоле, постпетиоле и ногах состоит из прижатых простых волосков. Мандибулы короткие, узкие. Хищный вид, предположительно, как и другие представители рода, охотится на мелкие виды почвенных членистоногих.
Вид был впервые описан в  1994 году по материалам из Непала под своим названием, но с 1995 года трактовался как Pyramica nepalensis (de Andrade), а с 1999 года имел имя Smithistruma nepalensis (de Andrade), и в 2007 году снова получил первоначальное имя.
Вид включён в состав видовой группы Strumigenys rostrata-group.